# 索尔·辛格
索尔·辛格（英語：Saul Singer）是一位《耶路撒冷邮报》前记者，和丹·塞诺（Dan Senor）共同写作《創業之國》。该书曾经是以色列畅销书籍，讲述以色列的创新能力。

## 生平
他是一位专栏作家，也曾在《耶路撒冷邮报》做过记者，曾经在《华尔街日报》上刊登过文章。
在移民以色列之前，在美国国会担任顾问。